# وليم بارت هاملتون
السير وليم بارت هاملتون (بالإنجليزية: Sir William Hamilton, 9th Baronet) البارونيت التاسع الحاصل على زمالة الجمعية الملكية في إدنبرة ودكتوراه اللاهوت (8 مارس 1788 – 3 مايو 1856)، هو فيلسوف ميتافيزيقي ومنطقي اسكتلندي. ويُشار إليه غالبًا باسم وليام ستيرلنج هاملتون من برستون، في إشارة إلى والدته إليزابيث ستيرلنج.

## مطلع حياته
ولد وليام في قاعات جامعة غلاسجو. فهو منحدر من عائلة أكاديمية، وأخوه الأصغر هو الاقتصادي روبرت هاملتون. تلقى والده البروفيسور وليام هاملتون في عام 1781 توصية قوية من وليام هنتر، لتعيينه خلفًا لوالده الدكتور توماس هاملتون، في منصب رئيس القسم الملكي للتشريح بجلاسجو، وعندما توفي في عام 1790 عن عمر يناهز 32 سنة، كان قد اكتسب شهرة كبيرة بالفعل. وتولت الأم تربية وليام هاملتون وأخيه الأصغر توماس هاملتون. تلقى وليام تعليمه المبكر في مدرسة جلاسجو الثانوية، باستثناء قضائه سنتين في مدرسة خاصة في تشيسويك بكينت، والتحق في عام 1807 بجامعة باليول في أكسفورد، بوصفه طالبًا حاصلًا عى منحة سنل. وحصل على الدرجة الأولى في الخطابات الإنسانية وأخذ درجة البكالوريوس في عام 1811 وعلى الماجستير في عام 1814. وكان يُعد نفسه ليحترف مهنة الطب، لكنه تخلى عن تلك الفكرة بعد وقت قصير من مغادرة أكسفورد، وأصبح في عام 1813 عضوًا في نقابة المحامين الإسكتلندية؛ وامتلأت السنوات التالية بالأبحاث من كل الأنواع، بينما كان يتشكل مذهبه الفلسفي تدريجيًا في نفس الوقت. ومكنه الاستقصاء أو البحث من إجادة مزاعمه لتمثيل عائلة هاملتون القديمة من برستون، وتولى منصب البارون في عام 1816، والذي كان مُعلقًا منذ موت السير روبرت هاملتون من برستون (1650 – 1701)، والمعروف جيدًا في وقته بوصفه زعيم المعاهدة. فقد ألهم العديد من الشباب.

## فيلسوف في وقت مبكر
أدت زيارتان له إلى ألمانيا في عامي 1817 و1820 إلى شروع وليام في تعلم اللغة الألمانية وتلاها الفلسفة الألمانية المعاصرة، والتي كانت مهملة تقريبًا بشكل كامل في الجامعات البريطانية. وترشح في عام 1820 لمنصب كرسي الفلسفة الأخلاقية في جامعة إدنبرة، والذي أصبح شاغرًا بعد وفاة توماس براون، ومع ذلك خسر أمام جون ويلسون (1785 – 1854) لأسباب سياسية. وعُين في عام 1821 أستاذًا للتاريخ المدني، وألقى عدة مقررات في محاضرات حول التاريخ الأوروبي الحديث وتاريخ الأدب. وكان راتبه 100 جنيه إسترليني في السنة، مستمدًا من الضريبة المحلية للبيرة، وتوقف الراتب بعد وقت. لم يُجبر التلاميذ على الحضور وتضائل عدد الفصل الدراسي، وترك هاملتون الوظيفة عندما انقطع الراتب. توفيت والدته في يناير 1827، وقد كان مُكرسًا نفسه لها. وتزوج في مارس 1828 من ابنة عمه جانيت مارشال. انتقل خلال هذه الفترة للعيش في بيت صغير مبني حديًا، في 11 مانور بلاس بالطرف الغربي من إدنبرة.

## المنشورات
بدأ مسيرته المهنية في التأليف في عام 1829 مع ظهور مقال معروف جيدًا في فلسفة ما هو غير مشروط (نقدًا لمقرر فيكتور كوزان في الفلسفة) –وهو المقال الأول في سلسلة مقالات قدمها لدورية إدنبرة. انتُخب في عام 1836 لمنصب كرسي جامعة إدنبرة في المنطق والميتافيزيقا، وتحدد منذ ذلك الوقت التأثير الذي مارسه على فكر جيل من الشباب في اسكتلندا على مدار العشرين سنة التالية. وبدأ في نفس الوقت تقريبًا في إعداد طبعة مشروحة من كتابات توماس ريد، قاصدًا ضمها إلى عدد من الأطروحات. ولكنه أصيب قبل تنفيذ هذا المشروع في عام 1844 بشلل في الجانب الأيمن والذي أعجز قواه الجسدية بشكل خطير، على الرغم من ترك عقله بلا خلل.
ظهرت طبعة ريد في عام 1846 ولكن مع سبعة فقط من الأطروحات المقصودة ولم تكتمل واحدة منهم. وظل العمل غير مكتمل عند وفاته؛ عُثر على ملاحظات بشأن الموضوعات التي ناقشها، بين مخطوطاته. وتشكلت نظريته في المنطق في وقت مبكر بشكل كبير، والتي أشار إلى مبادئها الأساسية في بيان (مقال حول التحليل الجديد للصيغ المنطقية)، الذي سبق طبعة ريد. لكنه استمر في إعداد البرنامج في تفاصيله وتطبيقاته خلال السنوات القليلة التالية ليشغل الكثير من وقت فراغه. ونشأ من ذلك جدال حاد مع أغسطس دو مورجان. ولم يظهر المقال، ولكن نتائج المجهود ظهرت ضمن ملاحق محاضراته في المنطق.

## وفاته

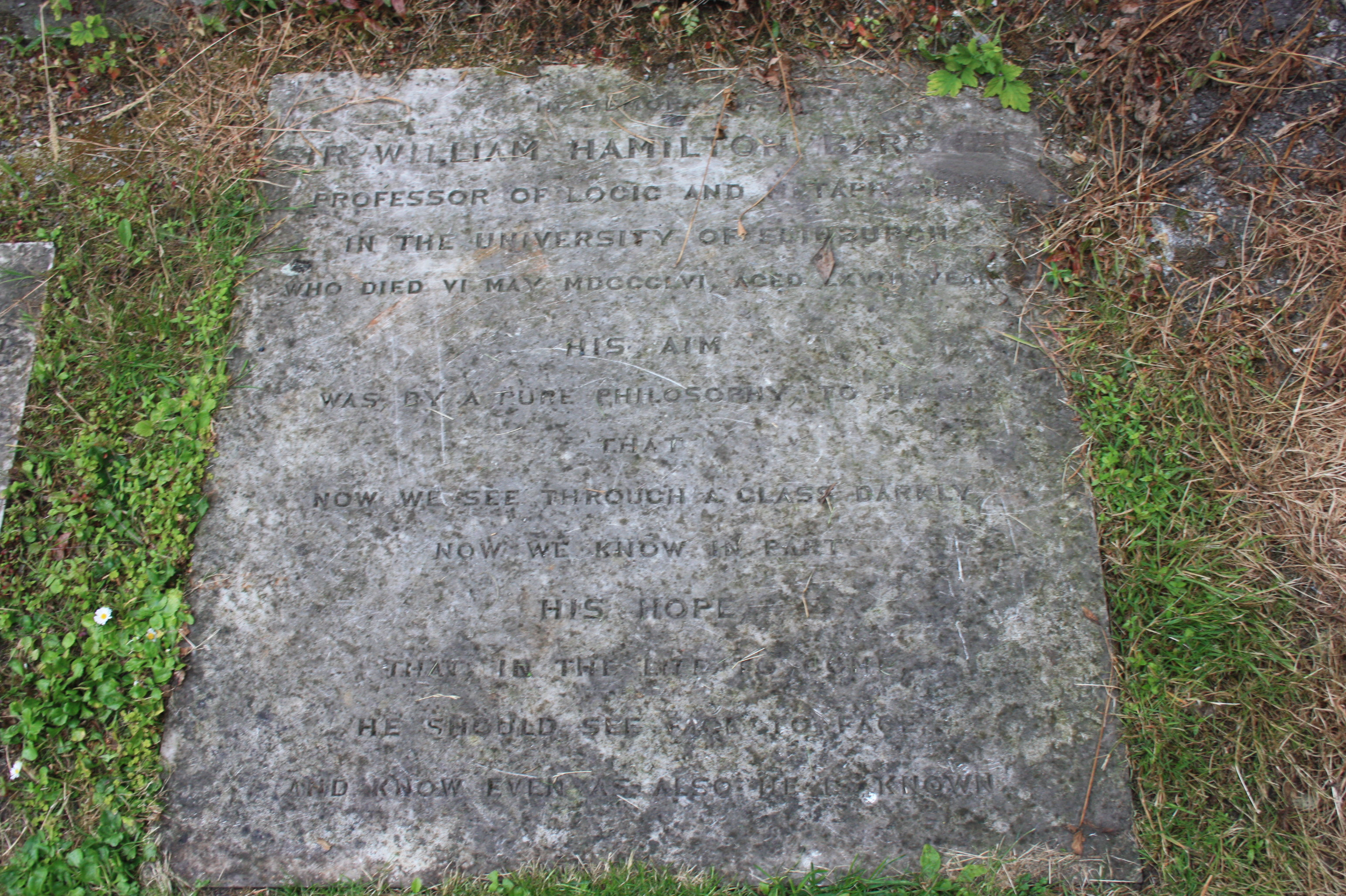
قبر السير وليم بارت هاملتون في كنيسة سانت جونز بأدنبرة

توفي وليام في 6 مايو 1856 ودُفن في فناء كنيسة القديس يوحنا الأسقفية، في الطرف الشرقي من شارع الأمراء في إدنبرة. والحجر ليس في موضعه الأصلي، ويُستخدم لإحاطة سياج الطرف الشرقي من الكنيسة. وكان قد تزوج جانيت، ابنة هوبرت مارشال، وخلفه أبنه السير وليام ستيرلنج هاملتون، البارون العاشر، وهو جنرال في الجيش البريطاني.

## مؤلفاته الأخيرة
تشمل المؤلفات التي ظهرت بعد وفاته محاضرات في الميتافيزيقا والمنطق (1860)، في 4 مجلدات، من تحرير هنري لونغفيل مانسل، أكسفورد، وجون فيتش (الميتافيزيقا؛ المنطق)؛ وملاحظات إضافية لمؤلفات ريد، من مخطوطات السير دبليو. هاملتون، تحت الإشراف التحريري لمانسل، د. د. (1862). وظهرت مذكرات السير دبليو. هاملتون في عام 1869 على يد فيتش.

## روابط خارجية
- وليم بارت هاملتون على موقع الموسوعة البريطانية (الإنجليزية)